# محمد شفيق (كاتب)
محمد شَفيق (مواليد 17 سبتمبر 1926م في إقليم صفرو)، هو كاتب وباحث ولغوي مغربي، تدور مؤلفاته حول تاريخ الأمازيغ ويعتبر الأب الروحي للحركة الأمازيغية، وإحدى أهم الشخصيات الثقافية المغربية خصوصا، والأمازيغية عموما، في عصر ما بعد الاستعمار.[بحاجة لمصدر] كان مستشارا للملك الحسن الثاني، وأصبح أول عميد للمعهد الملكي للثقافة الأمازيغية بالرباط، المغرب.

## حياته العلمية والعملية
ولد محمد شفيق يوم 17 سبتمبر 1926 بـ أيت سادن بنواحي فاس، بالمغرب. درس في مدينة أزرو وحصل على الإجازة في التاريخ وشهادة في التفتيش التربوي.
وفي عام 1959 عين مفتشا عاما للتعليم ثم مساعدا للتعليم عام 1969، وفي نوفمبر/تشرين الثاني 1971 عين كاتبا للدولة لدى الوزير الأول ثم مكلفا لدى الديوان الملكي، وعضوا في أكاديمية المملكة المغربية.
وعين عميدا للمعهد الملكي للثقافة الأمازيغية يوم 17 أكتوبر/تشرين الأول 2001 حتى عام 2003 حيث عين مكانه أحمد بوكوس.
وكان هو من حرر «البيان الأمازيغي» الذي وقع عليه 229 من النخبة الأمازيغية. ويدعو البيان لإعادة الاعتبار إلى اللغة والثقافة والهوية الأمازيغية وإلى إصلاح التعليم وكتابة التاريخ المغربي من جديد، وتوظيف الناطقين بالأمازيغية في الأجهزة الإدارية. وسلم هذا البيان إلى الملك محمد السادس في عيد العرش عام 2001.

## من مؤلفاته[بحاجة لمصدر]
- «ما يقوله المؤذن» (1974). وهو باللغة الفرنسية.
- أفكار متخلفة (1972). وهو باللغة الفرنسية.
- لمحة عن ثلاثة وثلاثين قرنا من تاريخ الأمازيغيين (1989)
- المعجم العربي الأمازيغي، 3 مجلدات، (1990) و (1993) و (2000. وهو من إصدارات أكاديمية المملكة المغربية.
- أربعة وأربعون درسا في اللغة الأمازيغية (1991)
- الدارجة المغربية، مجال توارد بين الأمازيغية والعربية (1999). وهو من إصدارات أكاديمية المملكة المغربية، وفيه عرض للعلاقات والأواصر اللغوية التي تجمع بين اللغة الأمازيغية والدارجة المغربية.
- الأمازيغية: بنيتها اللسانية.

## من أقواله
- «الواقع أن للأمازيغ ثقافة خاصة بهم توارثوها عبر العصور منذ آلاف السنين، يصعب على الباحث أن يتتبع مراحل تطورها فيما يخص الجوانب المعتمدة للكتابة، واللغة الأمازيغية تخلت عن أبجديتها منذ دخول البربر الإسلام، حسب ما تدل عليه القرائن، ولم يحتفظ بها إلا قبائل الطوارق. غير أن حروفا منها لا تزال تدرج في زخارف الزربية المغربية».[بحاجة لمصدر]
- «إن زمن الشجاعة الجسمانية قد ولى وجاء زمن الشجاعة الفكرية»[بحاجة لمصدر]

## الجوائز
نال محمد شفيق يوم 11 ديسمبر/كانون الأول 2002 جائزة الأمير كلاوس الهولندي للثقافة والتنمية، وهي أرفع جائزة تمنح في هولندا للشخصيات المتميزة.

## وصلات خارجية
- الحركة الثقافية الأمازيغية